# Fernando Portal e Silva
Fernando Neves Portal e Silva (Cesar, 3 de Março de 1941) é um médico-cirurgião português.

## Biografia
Filho do médico e professor universitário (Universidade do Porto e Universidade de Sorbonne) Francisco Portal e Silva.
Tal como o irmão, o neurocirurgião António Portal e Silva, licenciou-se em Medicina na Universidade de Coimbra.
Obteve especialização em cirurgia e em administração hospitalar. Exerceu nos Hospitais de Santo António (Porto) e no Hospital Distrital de São João da Madeira vindo a dirigir este último durante 17 anos (1989-2007).
Foi fundador da Unidade de Cuidados Continuados de Vale de Cambra. É Presidente da Assembleia Municipal de São João da Madeira desde 2002 e até à data.
Aquando do seu afastamento do cargo de direcção hospitalar verificaram-se desacatos e manifestações da população dos concelhos próximos dada a grande amizade e notoriedade que lhe é reconhecida.
O seu afastamento foi considerado tendo "natureza política" e não técnica, tendos sido motivo para uma polémica nacional que levou a diversas inquirições parlamentares ao Ministro da Saúde e inclusivamente a várias propostas parlamentares que visavam a sua resignação.